# Euphorbia petrophila
Euphorbia petrophila är en törelväxtart som beskrevs av Carl Anton von Meyer. Euphorbia petrophila ingår i släktet törlar, och familjen törelväxter. Inga underarter finns listade i Catalogue of Life.